# Christian Peter Wilhelm Stolle

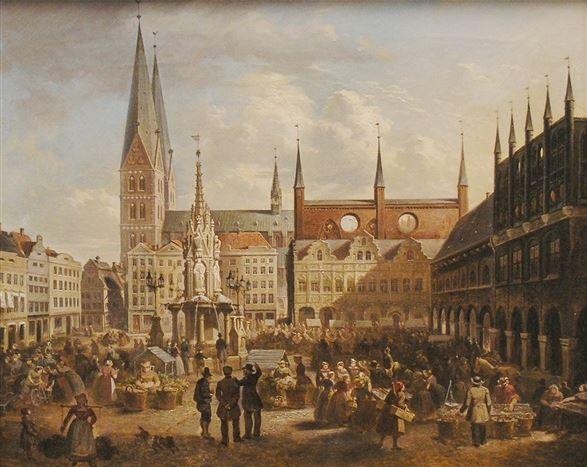
Piazza del mercato di Lubecca

Christian Peter Wilhelm Stolle (Lubecca, 18 ottobre 1810 – 11 settembre 1887) è stato un pittore tedesco.

## Biografia
Nacque da Johann Wilhelm Stolle (1780-1838), pittore, e dalla sua prima moglie, Magdalena Catharina Henriette, nata Wulff (1787-1816). Frequentò lo storico ginnasio Katharineum della sua città dal 1824 al 1827, dove fu allievo di suo padre. Nel 1832 lavorò nella bottega del padre, per apprendere l'arte della pittura. L'anno successivo, continuò i suoi studi all'Accademia di Belle Arti di Dresda, dove fu allievo di Gustav Heinrich Naecke e Carl August Richter.
Alla fine del 1834, Stolle tornò a Lubecca e lavorò nella bottega artistica del padre, che rilevò quando questi si ammalò, nel 1837, e poi morì, nel 1838. Fu quindi accettato come maestro nell'albo dei pittori di Lubecca.
Si sposò con Charlotte Wilhelmine Christine. La coppia ebbe un figlio e due figlie.

## Opere
Stolle ha lavorato principalmente decorando interni di ville e palazzi. Inoltre, in alcuni edifici storici, dipinse imitando stili del passato, ad esempio nel 1866 nell'aula della chiesa dell'Ospedale Santo Spirito della sua città, oggi patrimonio dell'umanità.
Di particolare importanza documentaria per la storia di Lubecca sono i numerosi disegni e acquerelli in cui ha raffigurato i suoi dintorni a Lubecca. Ha tramandato edifici e costumi tradizionali di Lubecca, che sono cambiati notevolmente o sono scomparsi durante la sua vita.
Fu anche apprezzato ritrattista, ad esempio di Emanuel Geibel ed Ernst Deecke.